# Anıl Piyancı
Anıl Piyancı (* 17. Juli 1990 in Karşıyaka, İzmir) ist ein türkischer Rapper.

## Karriere
Seine Rap-Karriere begann bereits Anfang der 2010er Jahre. Während dieser Zeit nahm er Songs mit dem Rapper Ezhel auf. Ein Erfolg wurde die Kollaboration KAFA10 aus dem Jahr 2018.
Anschließend arbeitete er mit Pop-Künstlern wie Zeynep Bastık, Edis, Ece Seçkin und Gülçin Ergül zusammen. Gleichzeitig veröffentlichte er Singles mit türkischen Musikern aus dem Alternative-Bereich wie Cem Adrian, Kaan Boşnak oder mit der Band Perdenin Ardındakiler.
Mit weiteren Rappern wie Ben Fero, Killa Hakan, Contra, Massaka oder Keişan hat Anıl Piyancı ebenfalls kollaboriert.

## Diskografie

### Alben
| - 2013: Zaman Yok - 2021: İzmir Kollaborationen - 2015: Action (mit Emrah Karakuyu) - 2016: Batı Yakası (mit DJ Artz) - 2018: Yerden Yüksek (mit Contra) - 2022: 12 (mit Keişan) | EPs - 2021: Parti Modu - 2021: Hisli Flowlar - 2021: En Sevdiğim Flowlar - 2021: Spor Modu - 2021: AP Band Part I (Live) - 2023: Palm Trap (mit Set) |

### Singles (Auswahl)
| - 2012: Delili Yok (mit Grogi, Zeynep Bastık & R.E.D) - 2013: Sekiz 2 (mit Ezhel, Emrah Karakuyu, Keişan, Nomad & Red) - 2016: Bugün Biraz İçtim (mit DJ Artz, Grogi & Ezhel) - 2018: KAFA10 (mit Ezhel) - 2018: Tavşan (mit Contra) - 2019: Ne Bakıyon Dayı Dayı (mit Keişan) - 2019: Varsın (mit Kaan Boşnak) - 2019: Bırakman Doğru Mu (mit Zeynep Bastık) - 2020: Bırakman Doğru Mu 2 (mit Zeynep Bastık) - 2020: Ölüm İle Yaşam (mit Cem Adrian) - 2020: Yağmurlar (mit Perdenin Ardındakiler) - 2020: Yeşillendir (mit Ceg) - 2020: Döndüm Durdum - 2020: Sıkı Dur (mit Ben Fero) - 2020: Kalbime Sorsam (mit Gülçin Ergül) - 2021: Kâinat (mit Edis & Ekin Beril) - 2021: Göklerde Süzülürken (mit Kaan Boşnak) - 2022: Taksim (mit Kaan Boşnak) - 2022: Karma (mit Ece Seçkin & Genco Ecer) - 2024: İçime Düştü Ateş (mit Aydilge) | Gastbeiträge - 2018: Katliam 2 (mit Massaka und weiteren) - 2019: Katliam 3 (mit Massaka und weiteren) - 2020: Katliam 4 (mit Massaka und weiteren) - 2020: Fight Kulüp 2 (mit Killa Hakan, Ceza, Summer Cem, Massaka, Khontkar & Contra) |

Quelle: